# Злобин, Дмитрий Леонидович
Дми́трий Леони́дович Зло́бин (род. 9 августа 1972, Новосибирск, СССР) — советский и российский футболист, защитник, нападающий, игрок в пляжный футбол.

## Карьера
Воспитанник новосибирской ДЮСШ-9 Оловокомбината. Начинал карьеру в 1991 году в местном «Чкаловце», за который выступал до 1996 года. Вторую половину 1996 года провёл в «Заре» из города Ленинск-Кузнецкий. В 1997 году играл за «Кузбасс», после чего вернулся в Новосибирск. В 2002—2005 годах защищал цвета барнаульского «Динамо». В 2006 году перешёл в «Смену» из города Комсомольск-на-Амуре. В 2008 году подписал контракт с «Сибиряком». В 2011—2012 годах играл в Кубке России по пляжному футболу за новосибирский «Джокер».

## Достижения
- Победитель зоны «Сибирь» Второго дивизиона: 1994
- Серебряный призёр зоны «Восток» Второго дивизиона (2): 1998, 2003
- Бронзовый призёр зоны «Восток» Второго дивизиона (2): 2004, 2005